# Université Shōin
L'université Shōin (松蔭大学, Shōin daigaku) est une université privée japonaise située dans la préfecture de Kanagawa. Elle fut fondée en 1941 sous le nom de L'école pour femmes de Shoin, et a acquis le statut d'université en 2000.

## Organisation
Le Shoin se décompose en 3 facultés qui contiennent 8 départements :
- Faculté de Administration des Affaires et de la Culture D'entreprise
  - Département des Finances et de l'Économie
  - Département du Droit et des Affaires
  - Département de Administration des Affaires
- Faculté de Communication et de la Culture
  - Département de Culture Japonaise et de la Communication
  - Département de Communication Interculturelle
  - Département de Psychologie de la Vie Quotidienne
- Faculté de Tourisme, Médias, Études Culturelles ,
  - Département de Tourisme et Études Culturelles
  - Département de Médias et Sciences de L'Information

## Implantations
Le campus principal de l'université est localisé dans le Atsugi, située dans la préfecture de Kanagawa.

## Anciens élèves célèbres
- Izumi Sakai (ZARD) - chanteuse

## Sports
- L'Équipe de basket-ball féminine de l'université de Shoin est l'une des équipes les plus célèbres dans un comté[1],[2]. Shoin a été le vainqueur de tous les championnats de basket-ball au Japon Intercollegiate Tournament en 2005[réf. souhaitée]. Shoin a également participé à sept  Japon de basket-ball Tournoi[Quoi ?] depuis sa création en 2000[3].